# Молочко Світлана Рашитівна
Молочко (Рахматуліна) Світлана Рашитівна (нар. 01 жовтня 1972, Чернігів, Україна) – 
- завідувачка кафедри філологічних дисциплін та методики їх викладання, методист відділу суспільно-філологічних дисциплін Чернігівського обласного інституту післядипломної педагогічної освіти імені  К. Д. Ушинського [1];
- регіональний координатор і сертифікований тренер мовно-літературної освітньої галузі НУШ [2];
- старший викладач кафедри української мови, літератури та журналістики  Національного університету «Чернігівський колегіум» імені Т. Г. Шевченка;
- спеціаліст вищої категорії, учитель-методист.

## Життєпис
Народилася Молочко (Рахматуліна) Світлана Рашитівна 01 жовтня 1972 року в м.Чернігові в родині робітників. 
Батько – Рахматулін Рашит Іванович (народився в м.Бухара (Узбекістан) – фінансист, музикант, працював на посаді директора «Побутрадіотехніки». 
Мати – Рахматуліна (Чепик) Ганна Іллівна (народилася в с. Івашківка Городнянського району Чернігівської області, Україна) – кухар вищого розряду, працювала завідувачем виробництва в  закладах громадського харчування.

### Роки навчання
1980-1987 - Світлана навчалася в ЗОШ №19 м. Чернігова.
З 1987 по 1990 – продовжила здобувати освіту в Чернігівській ЗОШ №15, яку закінчила із золотою медаллю.
Із 6-ти років навчалася в музичній студії. 1980–1988 – Чернігівській музичній школі №1 по класу «Фортепіано», яку закінчила з відзнакою.
1990-1995 – здобула освіту в  Чернігівському педагогічному інституті ім. Т. Г. Шевченка, спеціальність «Педагогіка і методика початкового навчання і музичне виховання».
Одержала диплом з відзнакою 
У 1997 році закінчила на «відмінно» Чернігівський обласний інститут післядипломної педагогічної освіти за спеціальністю «Філологія. Українська мова та література».

## Педагогічна діяльність
1995-1996 — учитель початкових класів, Чернігівська ЗОШ №7
1996 – 2007 — учитель української мови й літератури Чернігівської ЗОШ №7
З 2002 року — керівник методичного об’єднання вчителів української мови й літератури ЗОШ № 7, керівник гуртка  народознавства.
2002 року – переможниця міського, обласного етапів та лауреатка всеукраїнського конкурсу «Учитель року – 2002» у номінації «Українська мова і література»
2004 року встановлено кваліфікаційну категорію «спеціаліст вищої категорії», присвоєно педагогічне звання «учитель-методист»
З 2007 року – методист відділу суспільно-гуманітарних дисциплін, старший викладач кафедри української мови й літератури Чернігівського обласного інституту післядипломної педагогічної освіти (ЧОІППО)
З 2010 року – старший викладач кафедри філологічних дисциплін та методики їх викладання Чернігівського обласного інституту післядипломної педагогічної освіти імені К. Д. Ушинського
З 2011 року – аспірант Чернігівського національного педагогічного університету імені Т. Г. Шевченка (заочна форма).
У 2015 році закінчила аспірантуру при Чернігівському національному педагогічному університеті імені Т.Г.Шевченка. (Тема дисертаційного дослідження «Методика вивчення ліричних творів у курсі української літератури старшої школи у взаємозв’язку із музичним мистецтвом»).   
З 2021 року обіймає посаду завідувачки кафедри філологічних дисциплін та методики їх викладання.

## Викладацька робота

### Напрями педагогічної діяльності
- компетентнісний підхід до викладання української  мови і літератури;
- вивчення української літератури у взаємозв’язку із суміжними видами мистецтв;
- культура українського мовлення;
- методика підготовки здобувачів освіти до  НМТ.

### Викладацька спрямованість
- Сучасна українська літературна мова
- Риторика як мистецтво, наука й навчальна дисципліна
- Практикум з виразного читання
- Література Сіверського краю

### Активний професійний розвиток і самоосвіта
- член експертної групи з обговорення проєкту Державного стандарту профільної середньої освіти [4]

- керівник робочої групи  Міністерства освіти і науки України з модернізації навчальної програми «Українська література» для учнів 5–9 кл. [5]

- член авторського колективу зі створення навчальної програми «Українська література» (рівень стандарту) для учнів 10–11 класів[6]

- член робочої групи з укладання обласної Програми сприяння функціонуванню української мови як державної в Чернігівській області на 2023 – 2028 роки [7]

- організатор і модератор щорічної всеукраїнської науково-практичної конференції «Українська мова як чинник національної державності» [8]

- експерт  ВШО - державної вебплатформи та телевізійної школи дистанційного навчання для школярів 1—11-х класів та вчителів [9]

- член журі наукового відділення «Літературознавство, фольклористика та мистецтвознавство» Чернігівської Малої академії наук учнівської молоді (обласний етап)

- укладач завдань олімпіад, творчих конкурсів районного та обласного етапу, конкурсу-захисту учнів-учасників МАН, IV етапу  Всеукраїнської учнівської олімпіади з української мови і літератури

- головний редактор науково-методичного збірника ЧОІППО імені К.Д. Ушинського «Українська мова і література в школі» (з 2021)[10]

- спікер науково-методичних семінарів для студентів Чернігівського педагогічного університету: «Нова українська школа: проблеми і перспективи» (2024-2025), «Формування культурної компетентності сучасної особистості»(2023-2024)[11]

- сертифікований тренер Британської ради в Україні (курс «Ключові уміння XXI століття»)[12]

## Дослідницька діяльність «Об’єднуємося навколо українського слова»
- лютий 2022 – член організаційного комітету II Всеукраїнської науково-практичної  конференції «Модернізація мовно-літературної освіти: досвід, проблеми, перспективи»; модератор секції №2; доповідачка на пленарному засіданні з теми «Формування конкурентоспроможної особистості XXI століття, або нова українська школа: стара чи нова?»

- лютий 2023 - учасниця III Всеукраїнської науково-практичної конференції «Стан, проблеми та перспективи розвитку мовно-літературної освіти в умовах реалізації продуктивної освітньої стратегії» до  Міжнародного дня рідної мови, у рамках Стратегії популяризації української мови «Сильна мова – успішна держава» (на базі Національного університету «Чернігівська політехніка», у  змішаному форматі)

- лютий 2024 – модератор IV Всеукраїнської науково-практичної конференції «Мова й література у вимірах сьогодення: мовознавчий та лінгво-дидактичний аспекти» до Міжнародного дня рідної мови на базі НУ «Чернігівська політехніка» (змішаний формат)

- листопад 2024 - учасниця Всеукраїнської науково-практичної конференції «Українська мова як чинник національної державності» (організатори: ЧОІППО імені К. Д. Ушинського за підтримки Міністерства освіти і науки України та Управління освіти і науки Чернігівської обласної державної адміністрації) [13].

## Громадська діяльність
- співавтор і ведуча  інноваційного телепроєкту щодо популяризації української мови «Лагідна українізація»(«Суспільне Чернігів» (філія АТ «НСТУ» «Чернігівська регіональна дирекція»))[14]

- автор і тренер курсу «Українською  – це цікаво» у просторі «Вільна» (за ініціативи ГО «Інноваційні соціальні рішення» у межах гуманітарного реагування UNFPA за підтримки Ukraine Humanitarian Fund)

- спікер на міжнародній конференції TEDx Chernihiv «Нестримна сила», виступ з теми «Говорить і слухає Чернігів, або Як бути почутим і зрозумілим?» (щодо культури мовлення сучасної особистості, популяризації української мови в суспільстві, зокрема на Чернігівщині) [15]

- член журі й керівник творчої групи зі складання завдань обласного етапу Міжнародного телевізійного проєкту «Віват, інтелект!»

## Напрацювання й публікації
Автор понад 200 публікацій (у т. ч. – навчальних посібників з української мови і літератури, культури мовлення; методичних рекомендацій з викладання української мови й літератури в ЗНЗ та ВНЗ, підготовки учнів до зовнішнього незалежного оцінювання, державної підсумкової атестації, інтелектуальних змагань тощо). Серед них:
- Молочко, С. (2023). Формування культурної компетентності здобувачів освіти в процесі вивчення української літератури. Т. О. Яценко (Ред.), Шкільна літературна освіта: традиції і новаторство: XI Волошинські читання, матеріали всеукраїнської науково-практичної конференції (с. 145–152). Інститут педагогіки Національної академії педагогічних наук України.

- Молочко С. Р. Готуємося до інтелектуальних змагань з української мови та літератури [Текст] / Світлана Рашитівна Молочко. - Харків : Основа, 2020. - 92 с. - (Бібліотека журналу "Вивчаємо українську мову та літературу" ; 9). - Бібліогр.: с. 91-92

- Молочко, С. Р. (2016). Вивчення української літератури у взаємозв’язку з музичним мистецтвом у світлі ідей Ніли Волошиної. Вісник Чернігівського національного педагогічного університету імені Т.Г. Шевченка. Серія «Педагогічні науки»,с. 140, с.248–252.

- Молочко С. Р. Українська мова. 8 клас : Підсумкові контрольні роботи (для шкіл з українською та російською мовами навчання). — Х. : Вид. група «Основа», 2011. — 80 с.

- Молочко, С. «…Не людина, а музика»: Система уроків вивчення творчості Павла Тичини у взаємозв’язку з музикою. Українська мова й література в середніх школах, гімназіях, ліцеях та колегіумах, 1, с. 37–50.

Молочко Світлана Рашитівна відома численними публікаціями в фаховій пресі: «Українська література в загальноосвітній школі (журнал)», «Українська мова і література в школах України»; виданнях ЧОІППО: «Українська мова і література в школі», «Педагогічні обрії».

## Відзнаки та нагородження
- Лауреат обласної наукової премії імені Георгія Вороного (2020)[17]
- Почесна грамота Чернігівської обласної ради (2004)
- Почесна грамота Кабінету Міністрів України (2002)
- Дипломи переможця міського та обласного етапів, фіналіста  Всеукраїнського конкурсу «Учитель року» у номінації «Українська мова і література» (2002)
- Диплом переможця рейтинг-конкурсу «Молодь. Престиж-2001» у номінації «Молодий учитель»